# Domitila de Castro
Domitila de Castro, markisinnan de Santos, född 27 december 1797 i São Paulo, död där 3 november 1867, var en brasiliansk hovfunktionär.
Hon är känd för det förhållande hon hade med kejsar Peter I av Brasilien mellan 1822 och 1831. Paret hade fem barn tillsammans. Hon var hovdam åt kejsarinnan, Maria Leopoldina av Österrike. 